# José Andrés de Prada
José Andrés de Prada Delgado (4 de febrero de 1884-Barcelona, 7 de mayo de 1968) fue un escritor, dramaturgo y libretista de zarzuelas español.

## Biografía
Fue famoso escritor de dramas rurales y libretista de zarzuela, con éxitos como La bien amada (1924), con música de José Padilla (Almería, 1889-Madrid, 1960), que popularizó internacionalmente el pasodoble Valencia con letra suya. La famosa canción se estrenó en el Teatro Tívoli de Barcelona y era un número que cantaba el coro, pero fue tal su éxito que a los tres meses se convirtió en canción que como solista estrenó la cantante española Mercedes Serós en París y posteriormente la famosa intérprete francesa Mistinguett. Colaboró con el traductor del italiano y francés Emilio Gómez de Miguel y Baerlam y, entre los músicos, con el almeriense José Padilla y el catalán Juan Dotras Vila.

## Obras

### Zarzuelas
- La bien amada estrenada en el Teatro Tívoli de Barcelona en 1924, música de José Padilla.
- ¡Taxi... al cómico!, revista.
- El caballero del amor, música de Juan Dotras Vila.
- Sol de Sevilla: Zarzuela española en tres actos y en verso, música de José Padilla, 1924.
- Con Salvador Bonavía, Barcelona gran ciudad (1964), opereta con música de Juan Dotras Vila.

### Comedias
- Ensueños: comedia en dos actos y en prosa, 1916.
- Los hijos mandan (Madrid, Sociedad de Autores Españoles, 1925).
- Toda una mujer, 1920
- Con Enrique García Álvarez, El fin de Edmundo: farsa cómica en dos actos, 1923.
- Con Emilio Gómez de Miguel Cuando ríe la mujer, 1923.
- El pecado de mamá: comedia en tres actos y en prosa 1921.
- Agüita de mayo: entremés en prosa 1916
- La dueña del mundo: comedia en tres actos, en prosa, 1922.
- Las fraguas: comedia dramática en dos actos y en prosa, 1915.
- Yo quiero un marido infiel, 1922.
- Más allá del amor; comedia dramática en tres actos y en prosa, 1918.
- Muñecas de papel, 1918.

### Dramas
- La moza del llano: drama rural en tres actos y en prosa, 1915.
- Con Emilio Gómez de Miguel, En mitad del corazón: drama en tres actos y en prosa, 1920.
- Rosas de pasión: romance de amor en tres actos y un prólogo, en prosa, 1917.

### Adaptaciones dramáticas
- Shakespeare, Otelo (La tragedia del moro), 1946.

## Biografías
- Francesca Bertini, esbozo de su vida y arte. Barcelona, 1946.

## Novela
- Vidas muertas: nuevos capítulos añadidos á la historia de un hombre sin voluntad, Imp. "Sáez Hermanos", 1916